# Відзнака за виняткову службу (США)
Відзнака за виняткову службу (США) (англ. Superior Unit Award) — військова нагорода для військових формувань в Збройних силах США, яку присуджують у мирний час частині, особовий склад якої продемонстрував виняткову службу під час виконання завдань важкої і складної місії за надзвичайних обставин.